# Podkrušnohorské technické muzeum
Podkrušnohorské technické muzeum o. p. s. je muzeum, které se zaměřuje na historii dobývání a zpracování hnědého uhlí v centrální části severočeské hnědouhelné pánve. Sídlí v areálu bývalého hlubinného hnědouhelného dolu Julius III v  katastrálním území Růžodol (kdysi součásti obce Kopisty, dnes příslušnému k městu Litvínovu) v okrese Most v Ústeckém kraji. Areál zabírající téměř 5 ha, se nachází mezi silnicí I/27 z Mostu do Litvínova a prostorem, kde vzniká jezero Most.
Muzeum vzniklo v roce 2003, aby zachránilo a uchovalo průmyslové a technické památky zejména z oborů hlubinného a povrchového dobývání, úpravy a užití uhlí i obnovy krajiny narušené důlní činností.
Vedle toho zamýšlí věnovat pozornost i dalším průmyslovým odvětvím, které v severozápadních Čechách hrály v minulosti významnou úlohu, jako je chemický, energetický, sklářský a textilní průmysl, výroba dřevěných hraček nebo i lesnictví a zemědělství.
Jednotlivé expozice se proto připravují nejen ve spolupráci s Oblastním muzeem v Mostě, ale i ve spolupráci s jednotlivými firmami, především ČEZ a. s., Českou rafinérskou a. s. a Chemopetrolem a. s.
Muzeum bylo situováno do prostoru bývalého hlubinného dolu Julius III především s ohledem na využití prostředí skutečného dolu a zachování možností fárání (ovšem simulovaného). Ukázková hlubinná štola se nenachází v podzemí, ale byla vytvořena uměle v jedné z budov. Otevřena pro veřejnost byla v roce 2007.
Důl Julius III byl otevřen za Rakouska-Uherska a těžba v něm probíhala nepřetržitě téměř 120 let. Jeho uzavření v první polovině 90. let 20. století nesouviselo s útlumem těžby. Důl byl vyuhlen a přestal sloužit svému účelu.

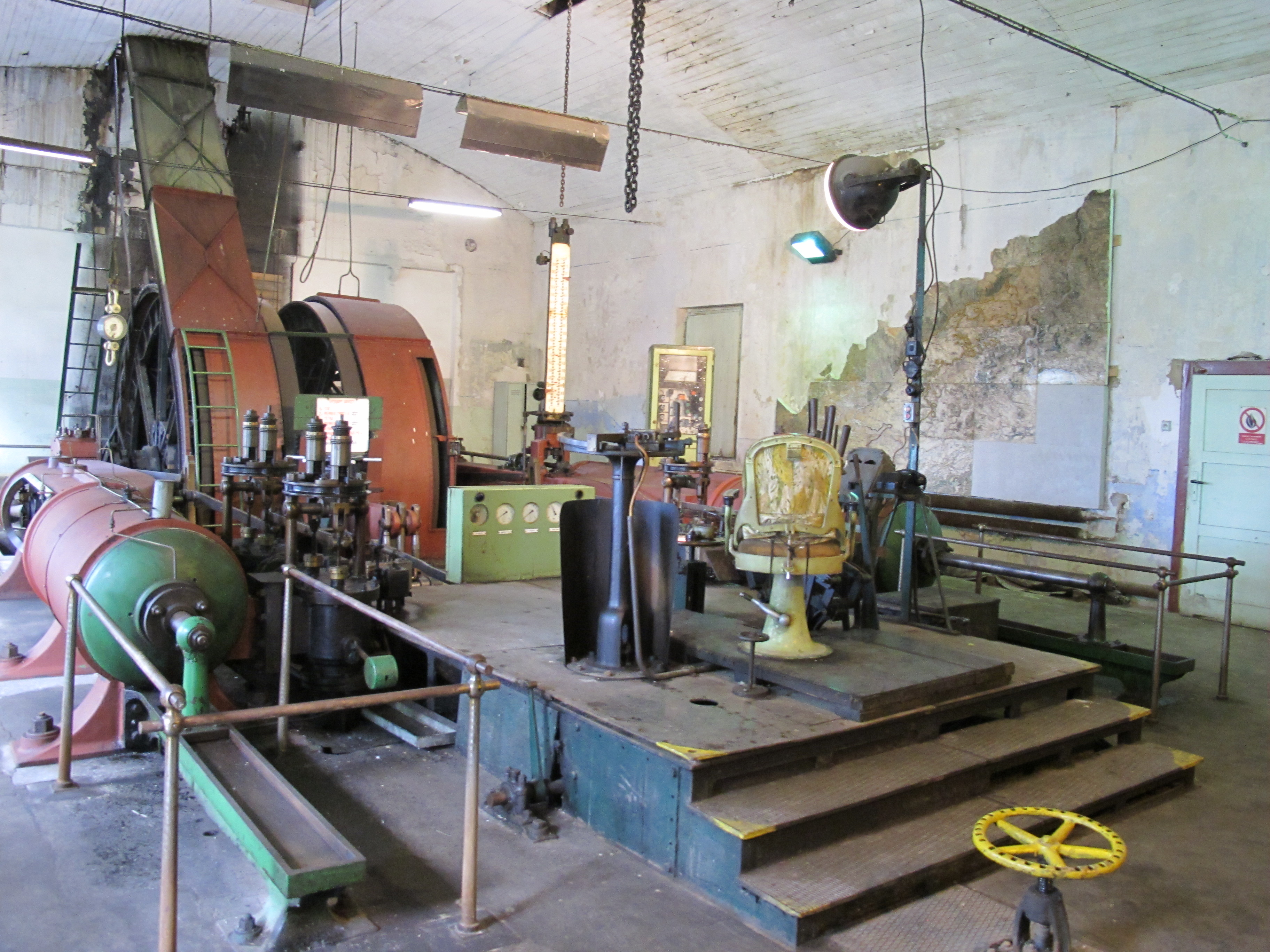
Parní těžní stroj

Část dolu byla prohlášena za kulturní památku, neboť tvoří ucelený soubor industriální architektury a technického zařízení, dokládající úroveň dolování hnědého uhlí v 80. letech 19. století. Jedná se o těchto sedm technických památek:
- jámová budova s těžní věží vtažné jámy a oběhem vozů,
- strojovna těžní jámy,
- původní kotelna;
- jámová budova s těžní věží vodní jámy a strojovnou, kde se nacházejí tzv. Thomasovy výtahy;
- torzo komína,
- dva přízemní obytné domky dělnické kolonie,
- parní těžní stroj z roku 1890.